# Sven Einar Backlund
Sven Einar Backlund (* 31. Mai 1917 in Stockholm, Schweden; † 1. September 1997 ebenda) war ein schwedischer Diplomat.
Sven Einar Backlund war der Sohn von Sven Backlund und dessen Frau Herta (geborene Bergström). Nach Abschluss seines Studiums der Politik wurde er 1942 Attaché beim Außenministerium. In seiner Funktion war er 1943 in Washington D.C., 1944 in Minneapolis, 1945 in San Francisco, 1946 in London und 1947 in Oslo eingesetzt. Von 1955 bis 1961 war er Leiter der Pressestelle des Außenministeriums, von 1961 bis 1963 Abgeordneter in Belgrad und 1964–1967 Generalkonsul in West-Berlin. Backlund war von 1968 bis 1972 Schwedens Botschafter in der Europäischen Wirtschaftsgemeinschaft in Brüssel und von 1972 bis 1983 in Bonn.
Backlund war Mitarbeiter des UNO-Generalsekretärs Dag Hammarskjöld. Er erhielt 1979 die Ernst-Reuter-Plakette.
Er war mit Kristina Molander verheiratet, das Paar hatte zwei Kinder: Karin (geboren 1946) und Sven (geboren 1947).